# Torslunde Sogn (Ishøj Kommune)
 For alternative betydninger, se Torslunde Sogn. (Se også artikler, som begynder med Torslunde Sogn)
Torslunde Sogn er et sogn i Høje Taastrup Provsti (Helsingør Stift). Sognet ligger i Ishøj Kommune; indtil Kommunalreformen i 1970 lå det i Smørum Herred (Københavns Amt). I Torslunde Sogn ligger Torslunde Kirke.
I Torslunde Sogn findes flg. autoriserede stednavne:
- Barfredshøj (landbrugsejendom)
- Benzonsdal (ejerlav, landbrugsejendom)
- Kohuse (bebyggelse)
- Solhøj (bebyggelse)
- Torslunde (bebyggelse)